# Jimboomba, Queensland
Jimboomba este un oraș în statul Queensland, Australia, cu o populație de aprox. 1.400 locuitori (2001).